# زعرور أسود
زُعرور أسود هو نوع من الزعرور الأسود الثمر مهده غرب البلقان وحوض بَنُنْيَة ، ويمتد من اسلفكية إلى ألبنيَة. يبلغ عرض الثمرة المأكولة نيئة أو مطبوخة 10 ملم.